# Медицинска школа „Др Андра Јовановић” Шабац
Медицинска школа у Шапцу, која носи име др Андре Јовановића, основана је 1946. године као његова задужбина. Од тада, ова школа која је била једна од три прве основне медицинске школе у ослобођеној Југославији, постала је данас једна од најцењенијих и најопремљенијих школа овог типа у Србији и шире. Опремљена је савременим кабинетима и најквалитетнијим наставним училима, које у просеку, годишње користи око 1.000 ученика. Школа се од 1958. до 2003. године звала Мика Митровић. 

## Називи
Од 1958. године до 2003. године Школа је носила назив Мика Митровић (1912 — 1941), у част овог студент медицине, учесник Народноослободилачке борбе и народни херој Југославије. 
На иницијативу Наставничког већа школе, Министарство просвете одобрило је промену назива школе 2002. године. Решењем Трговинског суда у Ваљеву бр. 890/03 од 2003. године школа је добила назив Медицинска школа „Др Андра Јовановић” у част  познатог шабачког лекара који је сазидао и поклонио зграду у којој се Школа налази.

## Положај  и размештај
Налази се у централном делу Шапца, у улици Цара Душана 9. На простору од шест хиљада квадратних метара, школа има 14 учионица и већи број кабинета за савремену наставу, од биохемијске лабораторије до дневне болнице. 
За извођење практичне наставе школа користи и део простора у Општој болници и Дому здравља у Шапцу

## Историја
Пред Други светски рат, 1939. године један од најеминентнијих шабачких лекара између два светска рата, др Андра Јовановић одлучио је да Шапцу поклони зграду трајне вредности, за коју је одлучено да има функцију нове основне школе. Радови на подизању нове школе, започети су на плацу добијеном од Општине Шабац на Марвеном тргу на Баиру, августа 1939. године. Зграда школе, површине од 1.380 m² корисног простора, са централним грејањем, канализацијом, водоводом, електричном енергијом и свим пратећим просторијама, саграђена је за нешто више од две године, тачније почетком Другог светског рата 1941. године. 
По карактеристичној зеленој боји фасаде зграда је називана „Зелена школа” а по њеном дародавцу „Андрина Школа”. На почетку Априлског рата и капитулације Краљевине Југославије, др Андра Јовановић је као санитетски потпуковник заробљен и рат је провео у заробљеништву. По повратку у земљу, као имућном човеку сва имовина је конфискована. Умро је у Шапцу, 3. марта 1953. године у коме је сахрањен у породичној гробници на Камичком гробљу.
Међутим по завршетку радова зграда није добила намену, јер је почео рат, па су се у њу уселили немачки војници и у њој боравили до краја Другог светског рата. 
По ослобођењу града, зграда је једно време била болница за рањенике са Сремског фронта, потом дечји пионирски дом, женска гимназија и на крају од септембра 1946. године државна школа за медицинске сестре, односно средња Медицинска школа, која носи име њеног дародавца, др Андре Јовановић.
Школа је основана је 20. септембра 1946.год. као једна од седам школа у Србији за медицинске сестре са интернатом. Прве школске године Општински народни одбор – одсек за народно здравље уписао је 30 ученица. Од школске 1949/50. године број ученица је у сталном порасту. 
Увођењем полудневна наставе (чији принцип рада се задржао до данас) извршена је прва реорганизација рада у Медицинској школи школске 1959/60. године. Новом организацијом рада ученицима је омогућено да у одређеним данима имају теоријску наставу или вежбе (практичну наставу) здравствене неге, које обављају у Општој болници и Дому здравља у Шапцу и кабинетима школе.

## Образовни профили[3]
Медицинска сестра
Образовни профил медицинска сестра је смер који пружа универзалнија знања из области медицине, практичан рад у струци и добру основу за студије медицине.
Санитарно еколошки техничар
Образовни профил санитарно - еколошки техничар оспособљава ученике за рад на очувању и унапређењу здравља, инспекцијском надзору животних намирница, предмета за општу употребу воде за пиће и отпадних вода.
Зубни техничар
Образовни профил зубни техничара тренутно је један је од најактуелнијих смерова у школи, због могућности запошљавања у земљи и иностранству. Након завршетка овог смера зубни техничари имају могућност усавршавања стечених знања на Вишој зуботехничкој школи у Земуну.
Лабораторијски техничар
Образовни профил лабораторијски техничар оспособљава ученике за рад у микробиолошким и биохемијским лабораторијама, које су у систему здравства прва карика у дијагностици.
Фармацеутски техничар
Образовни профил фармацеутских техничара је последњих година један од најпопуларнији смерова који похађа велики број ученик. На овом смеру ученици стичу знања која су одлична основа за рад у апотекарским установама, фармацеутској индустрији али и за за упис на стручне факултете.
Физиотерапеутски техничар
Образовни профил физиотерапеутски техничар је атрактиван смер у школи због великог броја послова које свршени ученици могу да обављају (здравствене установе, бањска лечилишта, спортски клубови...)
Козметички техничар
Образовни профил козметички техничар ствара стручњаке данас јако тражене који имају могућност и да наставе школовање у струци.
Гинеколошко акушерска сестра
Бабице стручно медицинско знање и практичне вештине у школи стичу кроз професионални тренинг у здравственој установи и школским кабинетима.

## Издаваштво
Монографије
Школа је , до сад, штампала две монографије: 
- Поводом 30 година рада Медицинске школе у Шапцу, аутора текста проф. Мирјане Новаковић, за коју су грађу прикупљали  професор Јосиф Ђукић и др Љубиша Мандић.
- Поводом 50 година рада Медицинска школе у Шапцу,  аутор Стеван Матић, дипл. новинара.

Школски лист
Први пут у историји Медицинске школе у школској 2003/04. години основана је новинарска секција, на иницијативу професорке српског језика и књижевности мр Татјане Јовановић (тада Милетић) и амбиције да Школа после 58 година постојања добије ђачки лист. Листу је дато име „Мedicus“. Први број изашао је из штампе 20. маја 2004. године. 
Уредништво листа „Мedicus“ и Медицинска школа као његов оснивач, су за квалитет објављеног садржаја у листу три пута награђивани (2007. године – II место, 2013. године – III место и 2015. године – II место), а то је резултат којим се ретко који средњошколски часопис у Србији може похвалити.